# 趙寬 (成化戊戌進士)
趙寬（1440年—？），字德宏，直隸保定府清苑縣人，民籍，明朝政治人物。進士出身。

## 生平
早年出身國子生，順天府鄉試第十七名。成化十四年（1478年）戊戌科會試第三百三十二名，殿試登進士第三甲第一百三十二名。歷官刑部郎中，弘治十一年（1498年）八月升浙江提学副使。

## 家族
曾祖父趙幹成。祖父趙資。父亲趙清，曾任知縣。母张氏，继母田氏。具慶下。娶张氏。